# Decifração

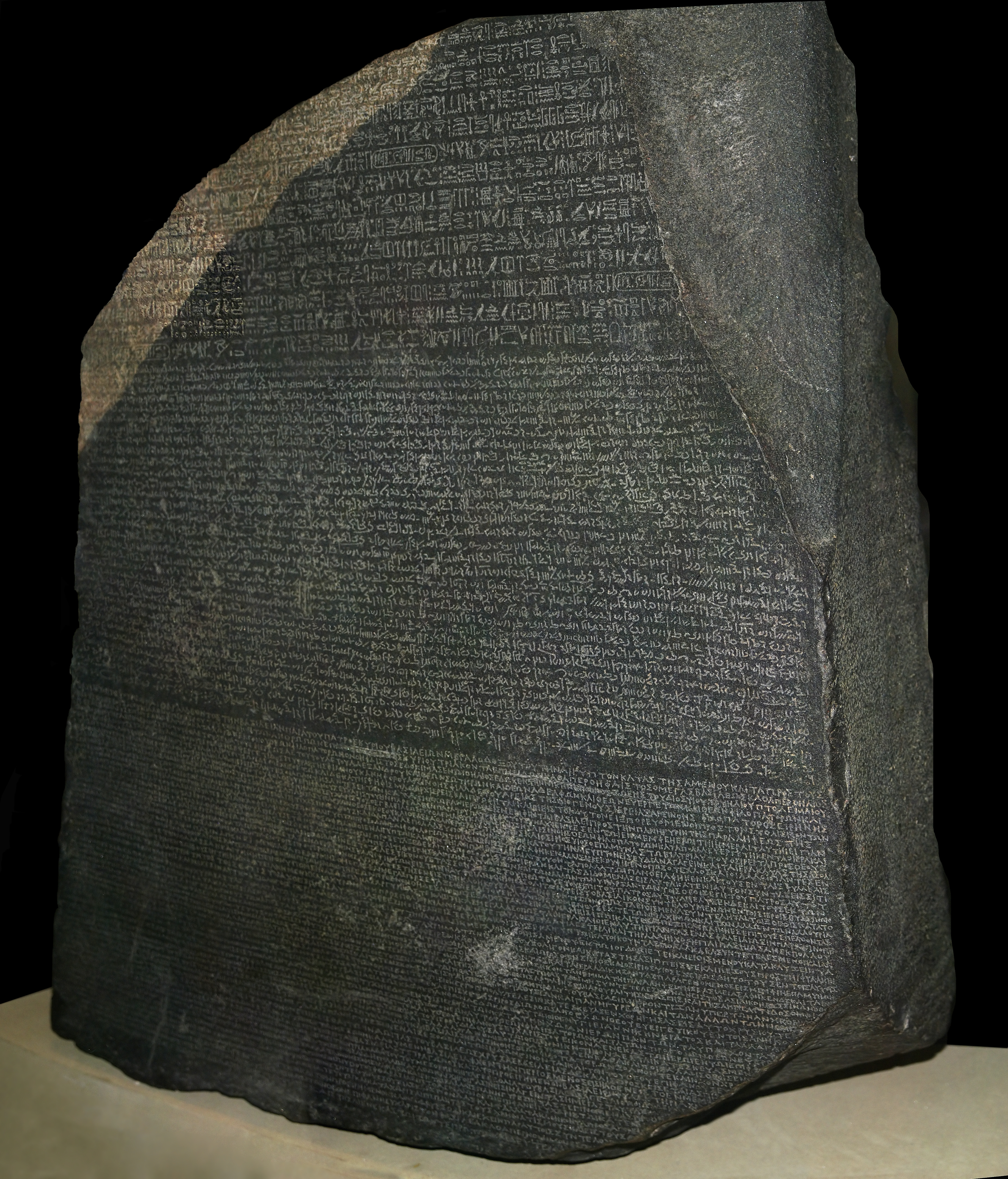
A pedra de Rosetta ajudou na decifração dos hieroglifos egípcios.

A decifração ou deciframento é um conjunto de técnicas de análise de códigos que permite conhecer e interpretar toda a parte da informação expressa mediante um código desconhecido (a ver, um código cujas regras de codificação convencionais são desconhecidas). O processo é diferente da descodificação pois, neste caso, geralmente existe um conjunto de regras explícitas que permitem interpretar o código. O deciframento incluirá o descobrimento das ditas regras de descodificação para obter as mensagem com sentido a partir de códigos desconhecidos. O caso mais comum de deciframento refere-se a códigos linguísticos, que se conhecem como o deciframento linguístico.
O deciframento comparte algumas semelhanças comuns com a criptoanálise convencional. O termo "deciframento" aparece no estudo de linguística e criptografia, e recentemente na genética (em particular nos trabalhos relacionados com o genoma do DNA das espécies vivas).
Exemplos de casos de decifração de textos:
- escrita maia
- Linear B

Documentos que foram analisados para decifração com sucesso ou não:
- a inscrição de Beistum
- o codex de Dresden
- os éditos de Ashoka
- o disco de Phaistos
- o codex de Rohonc
- a pedra de Rosetta
- o manuscrito de Voynich